# Prades (Pyrénées-Orientales)
Prades (v katalánštině Prada de Conflent nebo Prada) je malé francouzské město v údolí řeky Têt pod horou Mont Canigou v Pyrenejích v regionu Okcitánie. V roce 1915 se zde narodil katolický mystik Thomas Merton.
Malebné domy jsou převážně z říčního kamene a cihel, zachovala se zvonice z románského kostela Saint-Pierre. Ve městě jsou dvě muzea - Muzeum Pabla Casalse a Muzeum hedvábí. Již přes padesát let se zde každoročně v červenci a v srpnu se pořádá světoznámý Festival Pabla Casalse věnovaný klasické hudbě. Městečko se dá využít také jako základna pro turistické výšlapy po okolí (např.do kláštera Saint-Martin du Canigou).